# Tirol (austrijska savezna zemlja)
Tirol je austrijska savezna zemlja (njem. Bundesland).

## Zemljopis
Nalazi se na zapadu Austrije. To je treća po veličini austrijska država i peta po stanovništvu. Glavni, ujedno i najveći, grad je Innsbruck. Graniči s Vorarlbergom na zapadu, Salzburgom i Koruškom na istoku, Bavarskom u Njemačkoj na sjeveru, na jugozapadu sa švicarskim Graubündenom dok na jugu graniči s talijanskim provincijama Bellunom i Južnim Tirolom. 
Sa svojih 719 km granice čini je najvećom austrijskom graničnom državom. Najveća rijeka u Tirolu je Inn, koja napaja ravnice ove brdovite pokrajine.

### Administracija
Podijeljena je na Istočni i Sjeverni Tirol, a oni su podijeljeni na devet kotara:
- Sjeverni Tirol
  - 3 Imst
  - 1 Innsbruck (grad)
  - 2 Innsbruck (kotar)
  - 4 Kitzbühel
  - 5 Kufstein
  - 6 Landeck
  - 8 Reutte
  - 9 Schwaz

- Istočni Tirol
  - 7 Lienz

### Topografija
Najviša dva vrha austrije se nalaze u ovoj saveznoj državi. To su Grossglockner (visok 3798 m) i Wildspitze (visok 3768 m).

## Klima
Klima Tirola je umjereno kontinentalna. Pokrajina se nalazi na sjecištu utjecaja atlantske klime, sredozemne klime i klime kontinentalne Europe. Klimu Tirola karakteriziraju vlažna ljeta, suhe jeseni i vrlo snježne zime. Središnji godišnji prosjek padalina iznosi 1375 mm.

## Povijest
U drevna vremena područje je bilo podijeljeno između rimskih provincija Recije i Norika. U ranom srednjem vijeku ovdje je formirano matično vojvodstvo Bavarske od strane grofova Tirolskih. Nakon smrti grofova Tirolskih pokrajinu su nasljedovali grofovi Gorički. Dva brata, Mainhard i Albert dijele Tirol na Južni i Sjeverni. Nakon izumrića loze Goričkih grofova zemlju su prema pravu nasljedovanja pridobili Habsburzi. On nakon pada Napoleonove Francuske šire posjede na današnju sjevernu Italiju (današnja pokrajina Južni Tirol). Ubrzo dolazi I. svj. rat i Habsburška Monarhija pada. Londonskim ugovorom iz 1915. i ugovorom iz Saint-Germaina Južni Tirol je dodijeljen Italiji, a tadašnji sjeverni Austriji.

### Tirolski grb
Tirolski grb je stari grb koji datira još iz Srednjeg vijeka te je to simbol drevne pokrajine Tirol (današnjeg Tirola u Austriji i Južnog Tirola u Italiji). Grb prikazuje crvenog orla okrunjena zlatnom krunom na srebrnom štitu. Iza glave orla nalazi se lovorov vijenac kao simbol borbe Tirolskog naroda protiv Napoleona. Grb se popularno naziva Tiroler Adler.

## Gospodarstvo
Gospodarstvo Tirola bazira se većinom na industriji i turizmu. Stanovništvo je visoko obrazovano i većinom rade u tercijarnom sektoru posjedujući svoja vlastita gospodarstva. U velikoj mjeri vladaju manja i srednja gospodarstva.
Tirol je također i važno turističko mjesto pogotovo Achensee i Zillertal. U Tirolu ima 340 000 ležaja, a turizam zapošljava oko 53 000 ljudi.
Poljoprivreda je vrlo malo zastupljena, ali je vrlo važna radi očuvanja prirode

### Udio stanovništva po sektorima
- primarni: 1,2 %
- sekundarni: 28 %
- tercijarni: 70,8 %

## Promet
Tirol je važan zemljopisni položaj jer se smjestio na križanju putova u Europi.
Još u 15. godini prije Krista kroz Tirol je vodila Via Augusta od Rima do Bavarske.
Zračni promet je također vrlo razvijen jer u Innsbrucku postoji zračna luka koja je svakodnevnim letovima povezana s ostalim lukama svijeta. Što se tiče željezničkog prometa kroz Tirol vodi željeznička pruga od Münchena do Verone.

## Vanjske poveznice
|  | Zajednički poslužitelj ima stranicu o temi Tirol |

## Galerija
- Stams
- Innsbruck
- Hall
- Kufstein, dvorac
- Kappl
- Lechtal
- Hafelekar
- Zlatni krov u Innsbrucku
- Dvorac Ambrass
- Achensee